# Batlava-tó
A Batlava-tó egy mesterséges tó Koszovóban. A tó népszerű üdülőhely, valamint innen látják el többek közt Pristinát és Poduljevo régiót. A tavat a kommunista érában hozták létre a környező települések ivóvízellátásának biztosítására. A tó körüli települések népességének növekedése és az általuk felhasznált vízmennyiség növekedése miatt egyre gyakrabban húzódik vissza nyaranta a tó vízszintje. A Batlava-tó igen kedvelt a turisták körében, akik elsősorban belföldről érkeznek ide. A tó körüli falvakban élők fontos bevételi forrását jelenti az idegenforgalom. A tó a Lab régióban fekszik. A Batlava-folyó vize táplája a tavat, északi irányból. Kolić település a tó partján fekszik.

## Fordítás
Ez a szócikk részben vagy egészben  a   Batlava Lake című angol Wikipédia-szócikk ezen változatának fordításán alapul.  Az eredeti cikk szerkesztőit annak laptörténete sorolja fel. Ez a jelzés csupán a megfogalmazás eredetét és a szerzői jogokat jelzi, nem szolgál a cikkben szereplő információk forrásmegjelöléseként.